# El Nopal, Michoacán de Ocampo
El Nopal är en ort i Mexiko.   Den ligger i kommunen Buenavista och delstaten Michoacán de Ocampo, i den södra delen av landet, 300 km väster om huvudstaden Mexico City. El Nopal ligger 751 meter över havet och antalet invånare är 169.
Terrängen runt El Nopal är bergig. Runt El Nopal är det ganska tätbefolkat, med 72 invånare per kvadratkilometer. Närmaste större samhälle är Apatzingán, 12,6 km sydost om El Nopal. I omgivningarna runt El Nopal växer huvudsakligen savannskog.